# Xuande

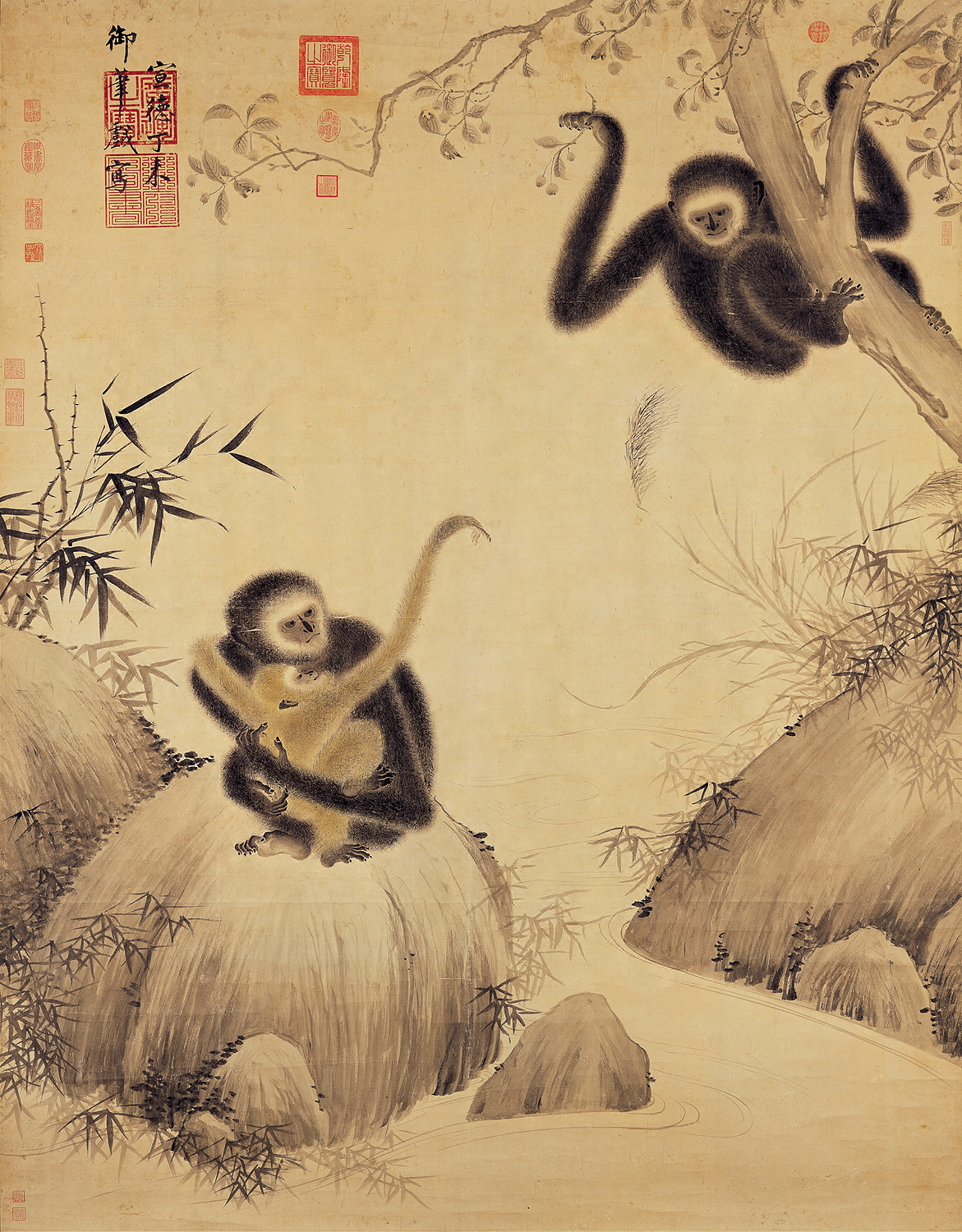
Gibony podczas zabawy, obraz cesarza Xuande (1427) – tusz i farby na papierze, Muzeum Pałacu Narodowego w Tajpej

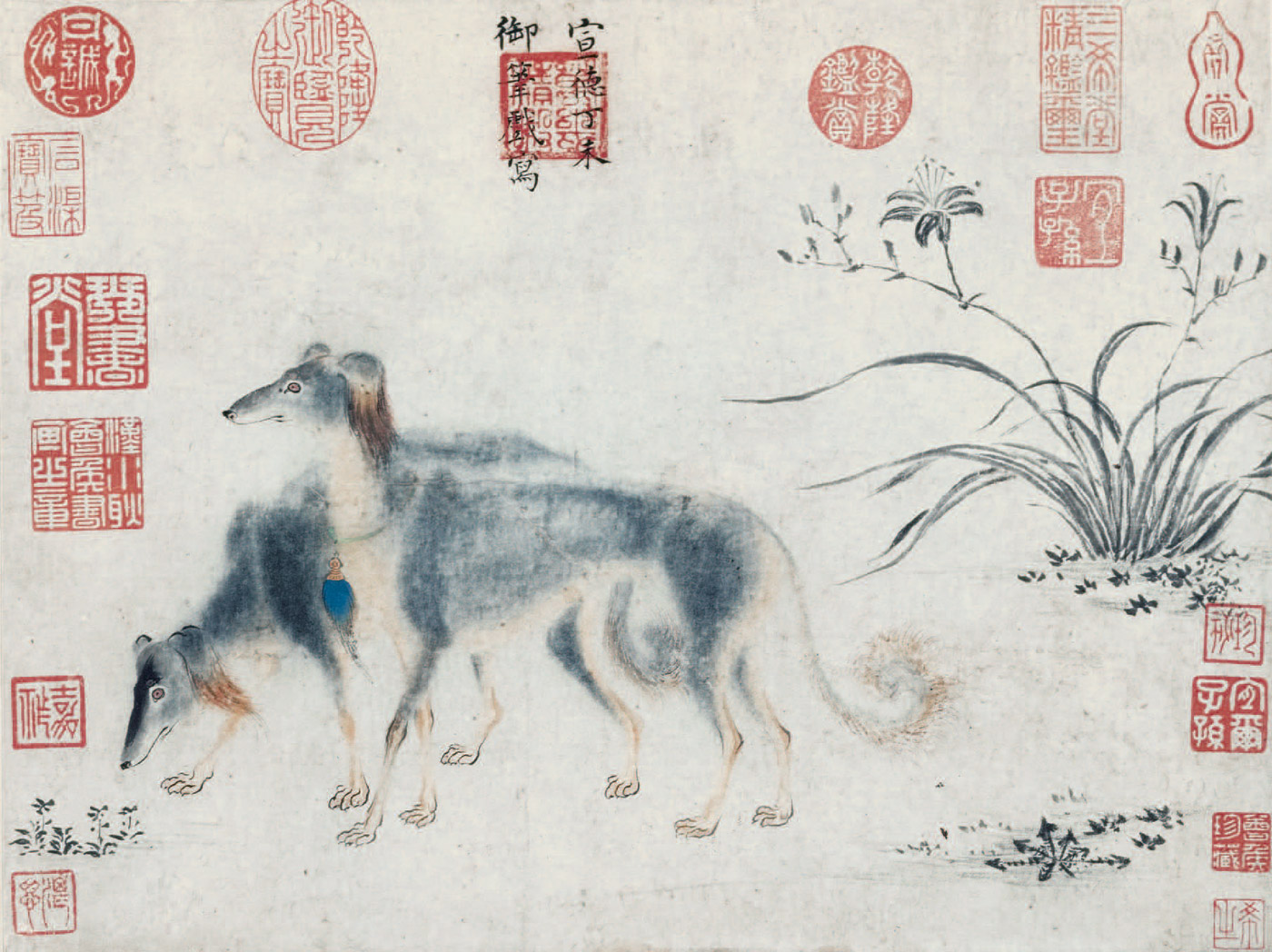
Dwa psy saluki, obraz cesarza Xuande (1427) – tusz i farba na papierze, Muzeum Arthura M. Sacklera, Cambridge, Massachusetts

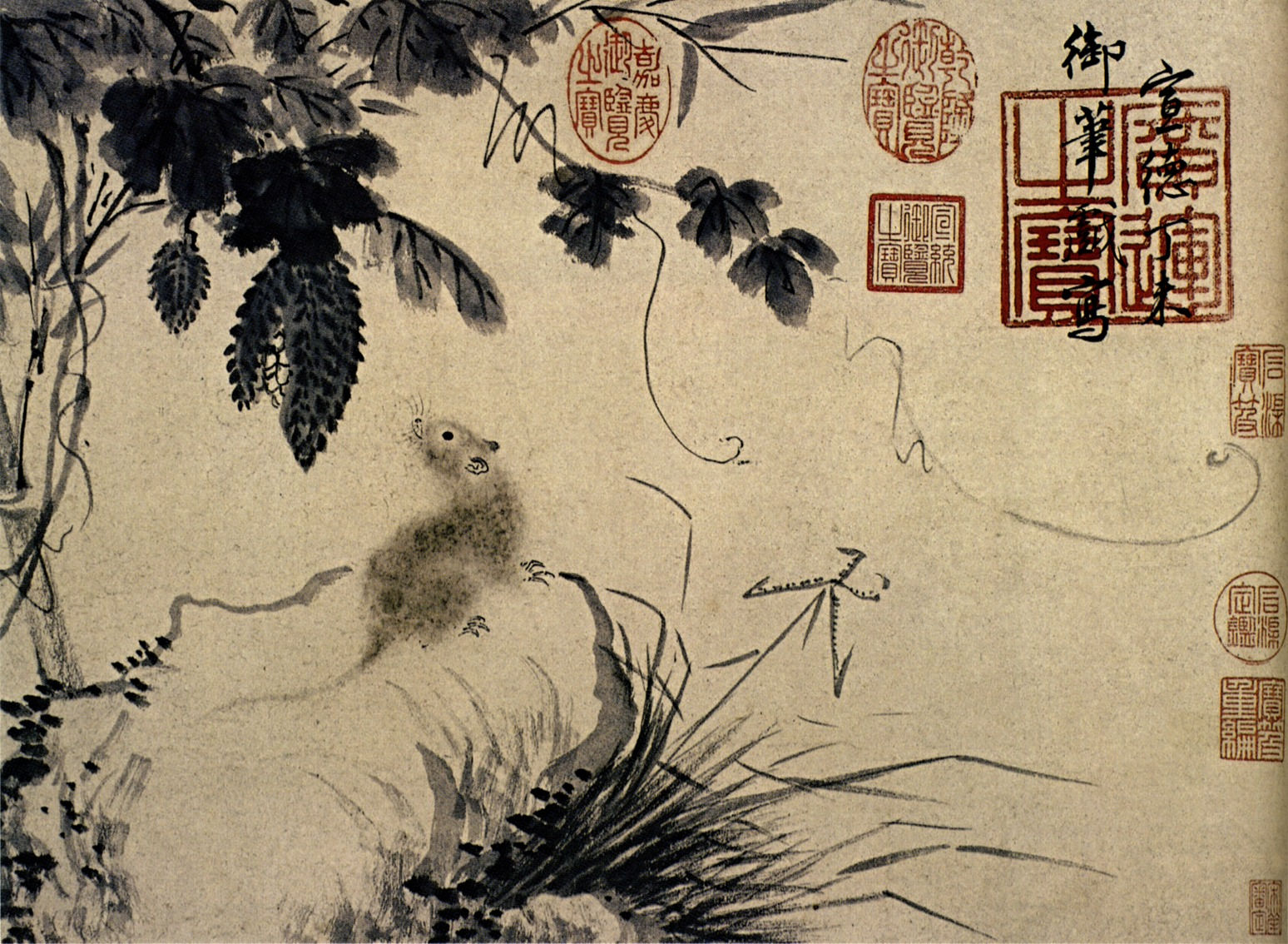
Mysz i kamień, obraz cesarza Xuande (1427) – Mysz i kamień, kolory na papierze, Muzeum Zakazanego Miasta w Pekinie

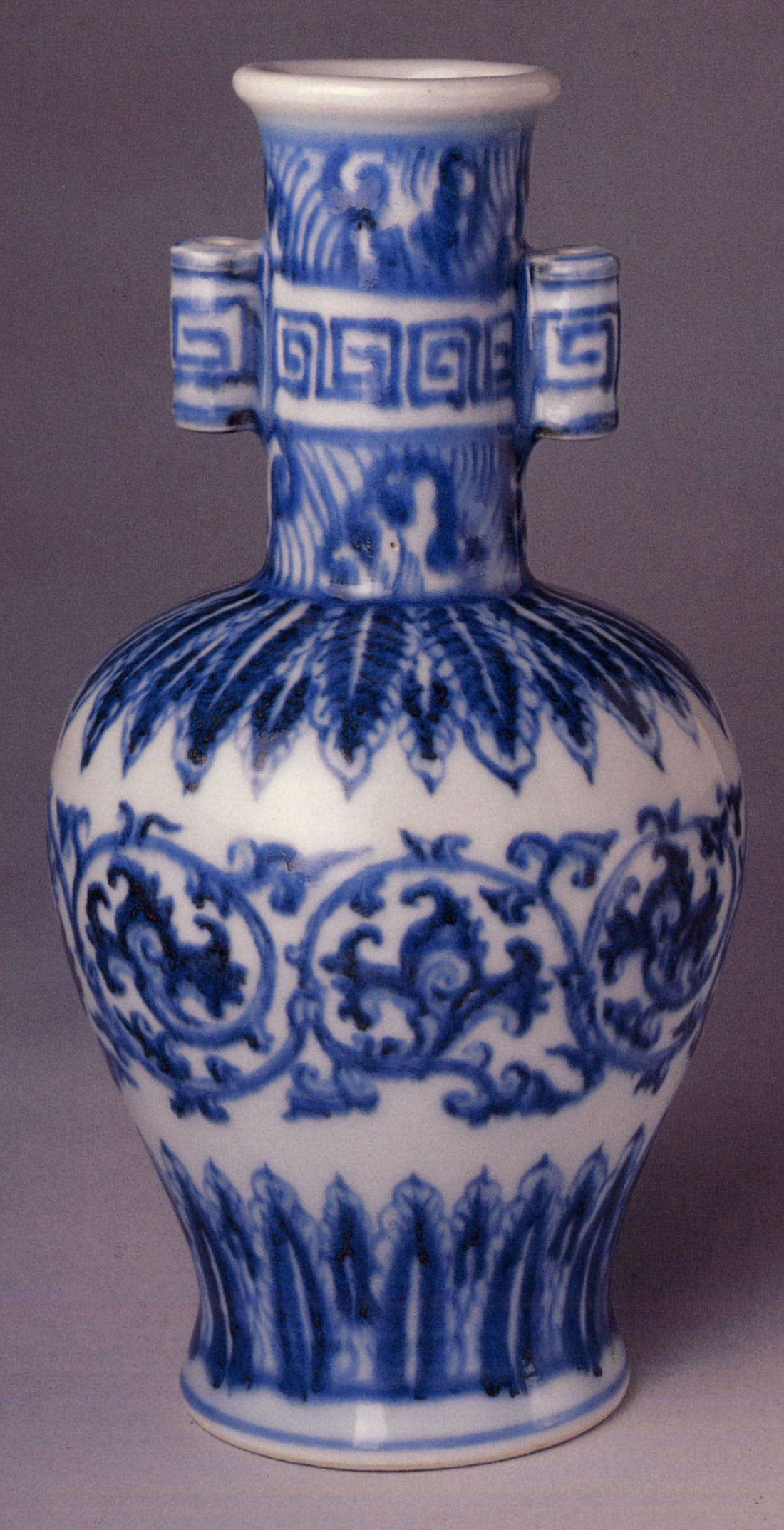
Sygnatura Xuande z dynastii Ming i okres (1426–35) cesarski niebiesko-biały wazon. Metropolitan Museum of Art w Nowym Jorku.

Xuande (ur. 1399, zm. 1435) – piąty cesarz Chin z dynastii Ming, malarz.
Był synem cesarza Hongxi. Na tron wstąpił po śmierci ojca w 1425. Po śmierci Xuande następcą został jego syn Zhu Qizhen.